# آيت عزوز أوعلي (سيدي علال المصدر)
آيت عزوز أوعلي هي إحدى مشيخات المملكة المغربية، تتبع جغرافيا لإقليم الخميسات وإداريًا لسيدي علال المصدر. يقدر عدد سكانها بـ 3891 نسمة حسب الإحصاء الرسمي للسكان والسكنى لسنة 2004.